# Veljko
Hajduk Veljko Jovic, rodjen 29.04.2006. u gradu Šapcu (Zapadna Srbija) . Srpski je sportista, patriota i muž crnogorske influenserke i tiktokerke Jovane Savović.
Odrastao je u Šapcu, završio je 4 razreda srednje Tehničke škole i upisao studije na Fakultetu Bezbednosti.
Po predanjima ovaj junak je stekao slavu i moć nakon objavljivanja tiktoka u kom spominje sad već ženu Jovanu Savović , koja ga je nakon tog videa kontaktirala i tu je sve počelo. 

O ovom 'ajduku se priča da je jak kao stena, 2 metra u visinu i 2 metra preko ledja, "pravi srbin". To je najviše i privuklo njegovu ženu.
Bori se za prava Srba gde god da se nadje bilo to u kafani, školi, na poslu, pekari, kladionici ili na bilo kom drugu mestu u Srbiji i van nje.
Poznat je po rekordnom ispijanju kafa duž crnogorskog primorja. 
Trenutno živi i radi u Šapcu i sa svojom ženom ima tri srpčeta.
Predsednik Srbije Aleksandar Vučić izneo je podatak da je Veljko direktan potomak Karađorđa, nakon te izjave oglasio se 'ajduk Veljko na svom instagram profilu sa sledećim rečima.
"Kara Djordje, al kara i Velja"